# Westvleteren Zes
Westvleteren Zes was een van de Westvleteren-bieren, de trappistenbieren uit de huisbrouwerij van de Sint-Sixtusabdij in Westvleteren. 
Het bier werd tot 1998 gebrouwen. Daarna werd het vervangen door de Westvleteren Blond.
De Westvleteren Zes had een rode kroonkurk en, net zoals de overige Westvleteren-bieren, geen etiket.
Het bier werd niet verkocht aan winkels en horeca.
Blond · Zes · Acht · Twaalf